# Musée de Pergame
Pour l’article homonyme, voir Pergame.
Le musée de Pergame (ou Pergamonmuseum en allemand) est un musée archéologique de Berlin, situé sur l’île aux Musées. Le musée propose une collection d‘antiquités, un département du Proche-Orient et un musée de l’Art islamique.
Il est connu pour ses reconstitutions d'œuvres monumentales comme la porte d'Ishtar, le grand autel de Pergame, la porte du marché de Milet et la façade du palais de Mchatta.
En 2007, il a reçu environ 1 135 000 visiteurs, ce qui en faisait le musée berlinois le plus visité toutes catégories confondues et aussi le musée d'art allemand le plus visité. C'est le plus récent de l'île aux Musées.
Dans le cadre du plan de rénovation de l'île des musées, la salle de l'Autel de Pergame est fermée jusqu'en 2027 et le reste du musée jusqu'en 2037.

## Historique

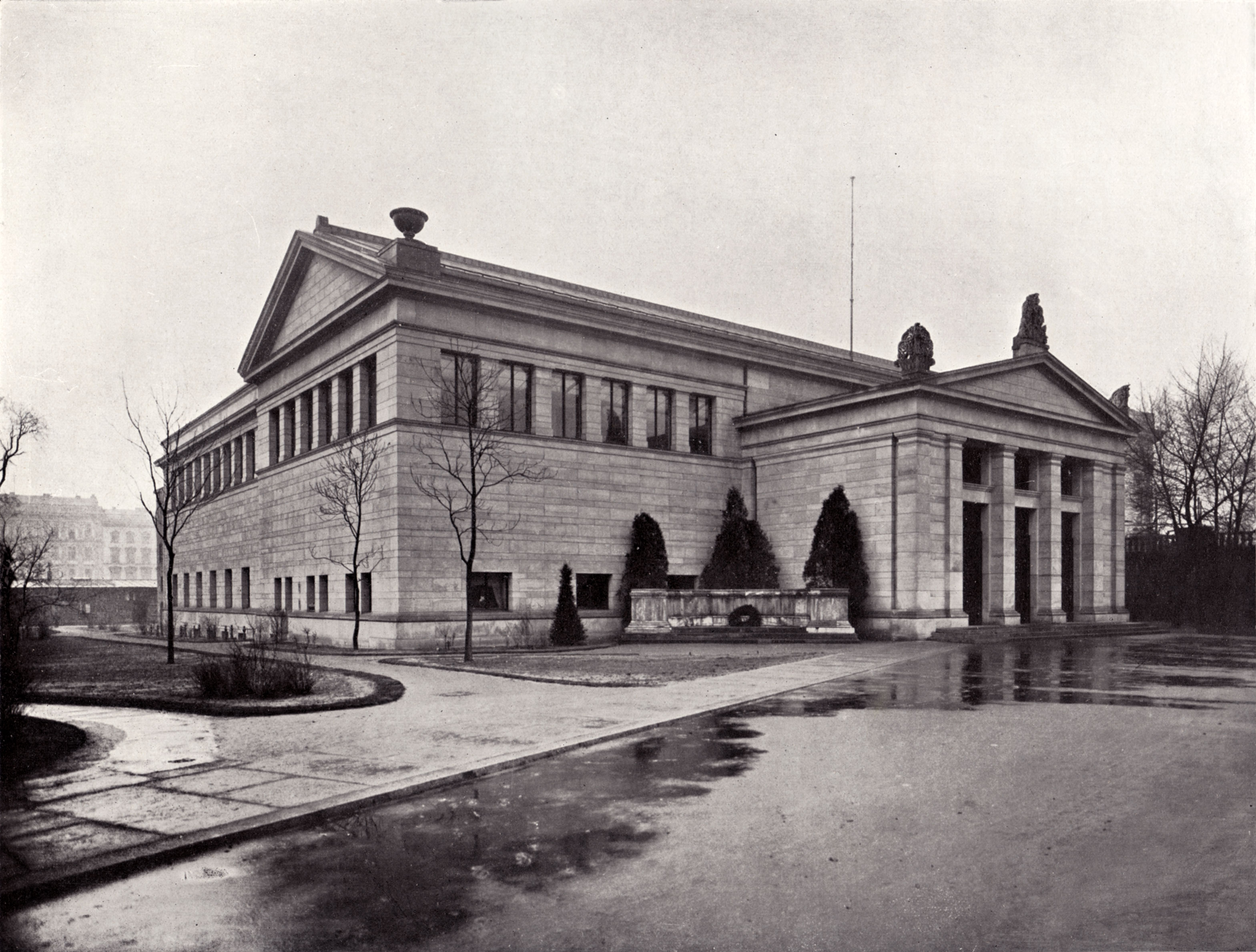
Le premier musée de Pergame (1905).

Le premier musée de Pergame a été construit par Fritz Wolff entre 1897 et 1899 et fut inauguré le 18 décembre 1901 par l'empereur Guillaume II. Il est toutefois rapidement apparu que ce premier musée ne pouvait pas exposer de manière adéquate les éléments monumentaux trouvés lors des fouilles archéologiques effectuées sous supervision allemande à Babylone, Uruk, Assur et en Égypte. De plus le bâtiment fut rapidement endommagé à cause de problèmes de fondation, c'est pourquoi dès 1906 des projets sont élaborés pour construire un nouveau musée au même endroit. Ce premier musée fut détruit en 1908.

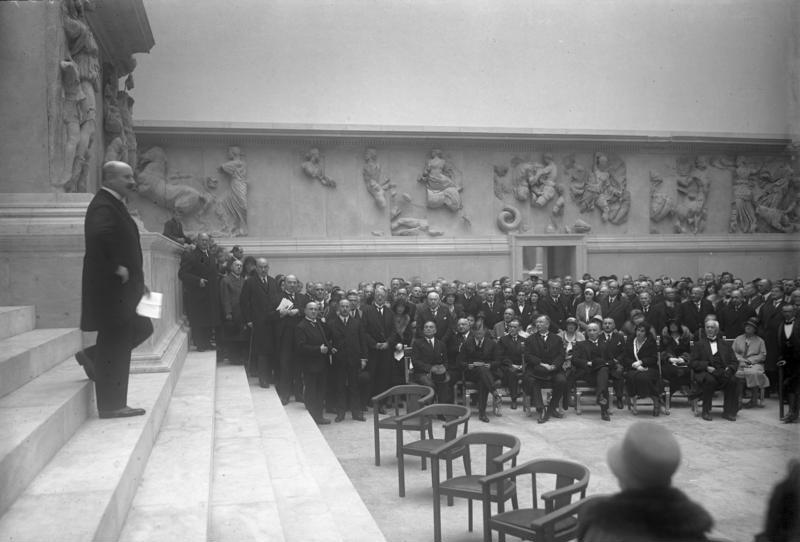
Wilhelm Waetzoldt prononce le discours d'ouverture du grand autel de Pergame, lors de l'ouverture du second musée (1930).

Le deuxième musée de Pergame a été conçu en 1907 par Alfred Messel et Ludwig Hoffmann sur une idée de Wilhelm von Bode et bâti de 1910 à 1930. Il était destiné à abriter le grand autel de Pergame découvert par Carl Humann, la collection allemande d'œuvres d'art du très haut Moyen Âge dans la galerie de peinture et de sculpture, le département du Proche-Orient avec des œuvres d'art hittites, assyriennes, babyloniennes et perses, ainsi que le musée d'Art islamique (avec notamment la façade du palais de Mchatta). Chacune de ces divisions était à l'origine autonome.
Durant la Seconde Guerre mondiale, le musée fut sévèrement touché lors des attaques aériennes sur Berlin. De nombreuses pièces des collections avaient été déplacées en lieu sûr et les salles abritant les grands éléments monumentaux avaient été scellées. Une grande partie des objets furent transportés en URSS en 1945 par l'Armée Rouge, pour n'être pour l'essentiel restitués à la RDA qu'en 1957 et 1958.
Depuis 1958, l'ensemble du bâtiment porte le nom de « musée de Pergame », réservé jusque-là aux salles de la collection d'antiquités dans l'aile Est. Aujourd'hui, il abrite la collection d'antiquités, le musée du Proche-Orient et le musée d'Art islamique.

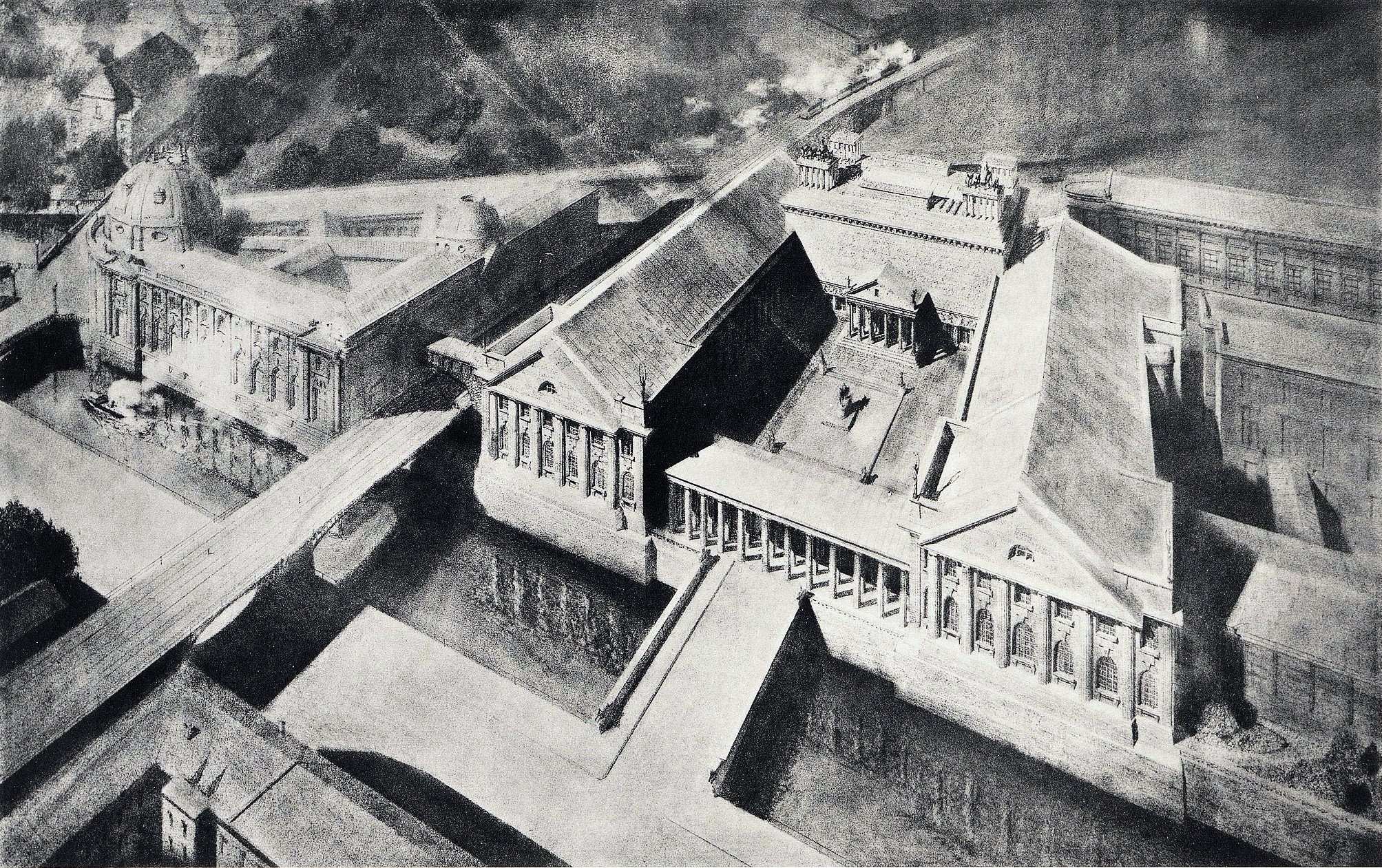
Projet d'Alfred Messel, avec les voies de la S-Bahn entre le musée Bode et le musée de Pergame.
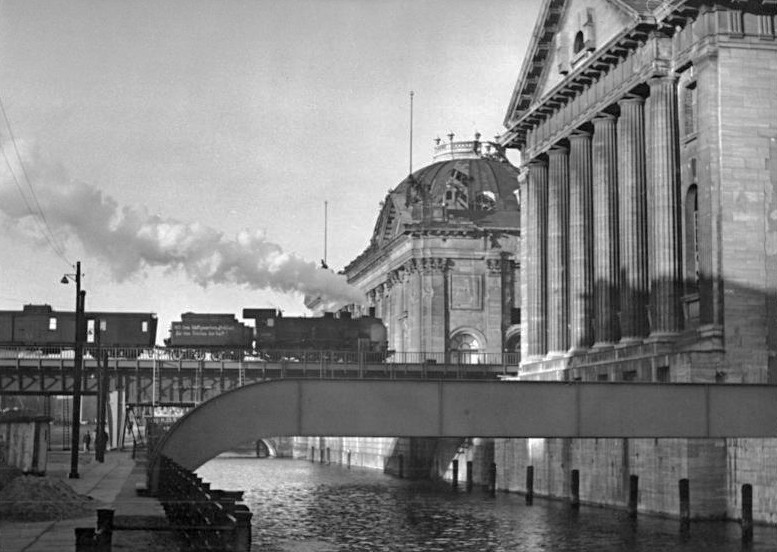
L'île aux Musées, traversée par un train à vapeur de la S-Bahn, en 1951.

## Plan de rénovation de l'île des musées
Dans le cadre du plan directeur de l'île des musées de Berlin, le musée de Pergame doit être relié au musée Bode, au Nouveau Musée et à l'Ancien Musée par une promenade archéologique,,.
Le concours d'architecture organisé en 2000 pour les travaux de rénovation a été remporté par l'architecte de Cologne Oswald Mathias Ungers, avec la création d'une quatrième aile réunissant en une seule entité le musée de Pergame, le musée égyptien et du Proche-Orient, la collection des antiquités et le musée d'Art islamique prend place dans l'aile nord, où était installé jadis le Musée allemand, jusqu'à la Seconde Guerre mondiale,,.
Le 3 mai 2019 a eu lieu la cérémonie de clôture de la première phase de reconstruction de l'īle des musées et la mise en travaux du musée de Pergame. Ce plan de rénovation, dont le coût est d'environ 477 millions d'euros, doit s'étaler jusqu'en 2023 ou début 2025. Mais en 2023, l'importance des travaux provoque l'annonce du report d'une réouverture du musée en 2037, avec — peut-être — un accès au Grand Autel en 2027.

## Collections

### Département du Proche-Orient

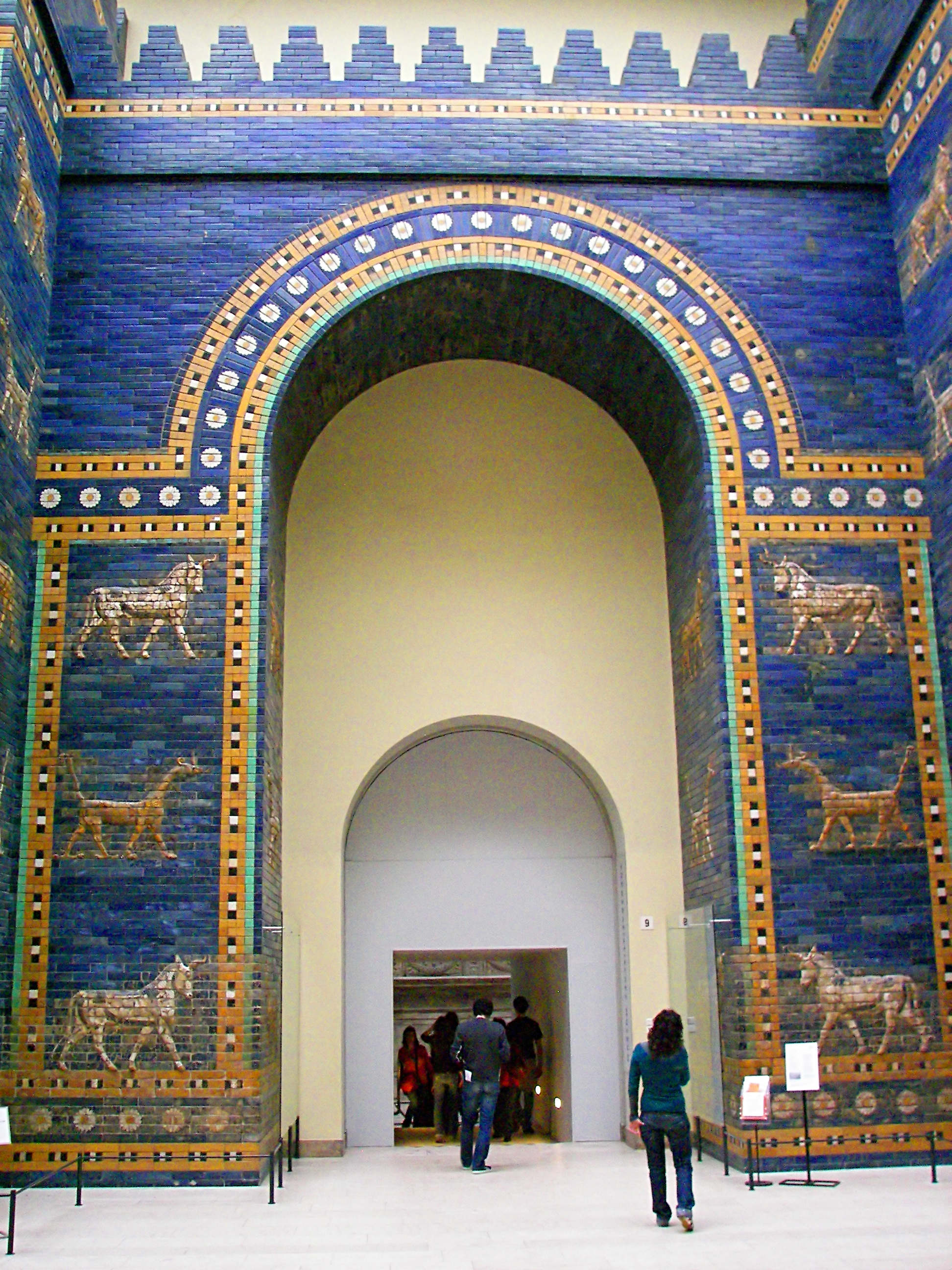
Porte d'Ishtar (Babylone).

Le musée du Proche-Orient présente des expositions provenant de fouilles archéologiques menées par des scientifiques allemands, dont la Société allemande d'Orient, dans les régions des civilisations sumérienne, babylonienne et assyrienne. Il s'agit notamment de nombreux éléments monumentaux, de sculptures, mais aussi de petits objets de culte, de bijoux et d'objets du quotidien.
Les attractions particulières sont la porte babylonienne d'Ishtar, une partie du chemin de procession situé devant elle et la façade de la salle du trône de Nabuchodonosor II.

### Monde hellénistique
- Grand autel de Pergame (en restauration jusqu'en 2027)
- Porte du marché de Milet
- Stèle de Thraséas et Euandria

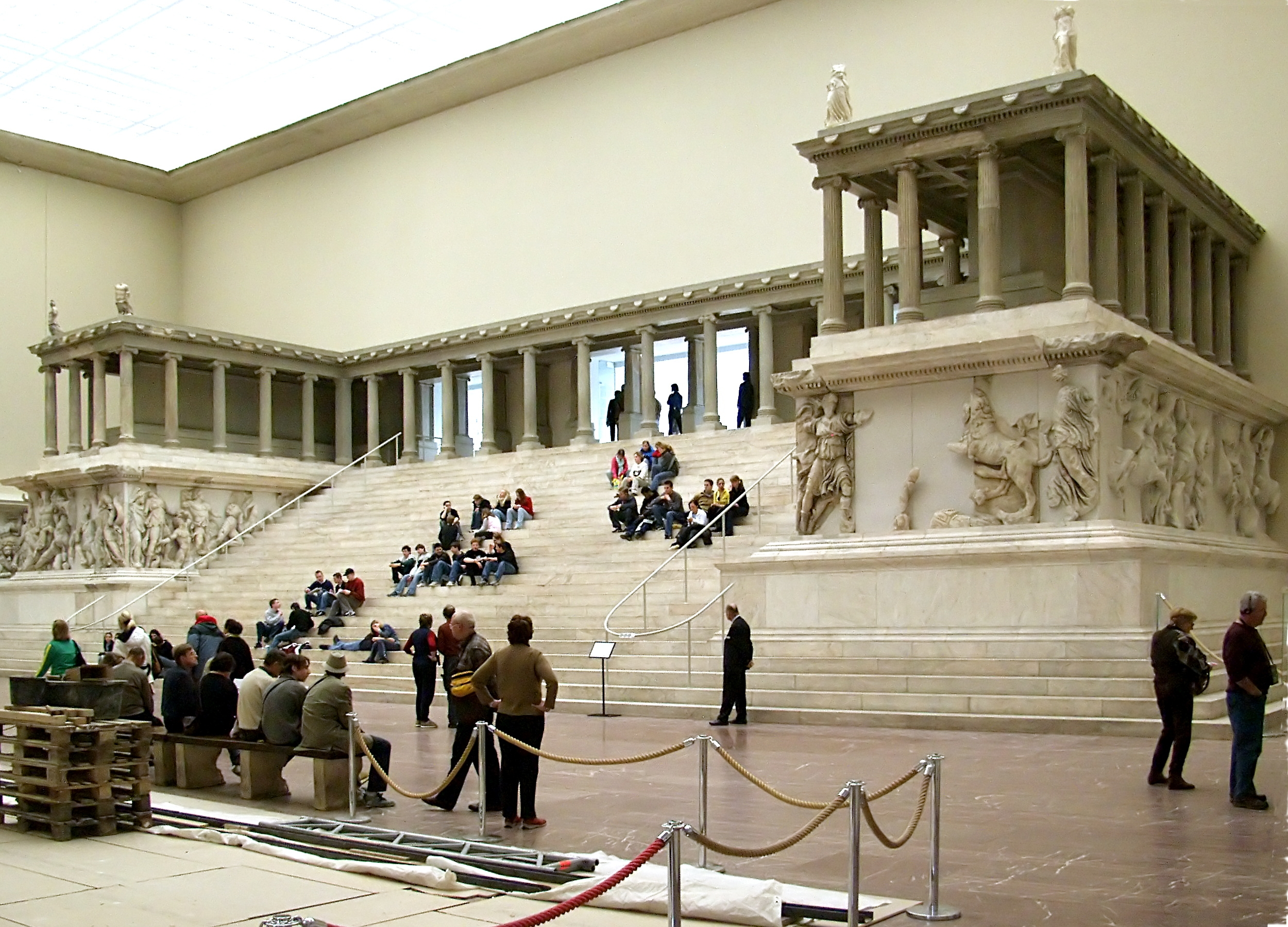
Grand autel de Pergame.
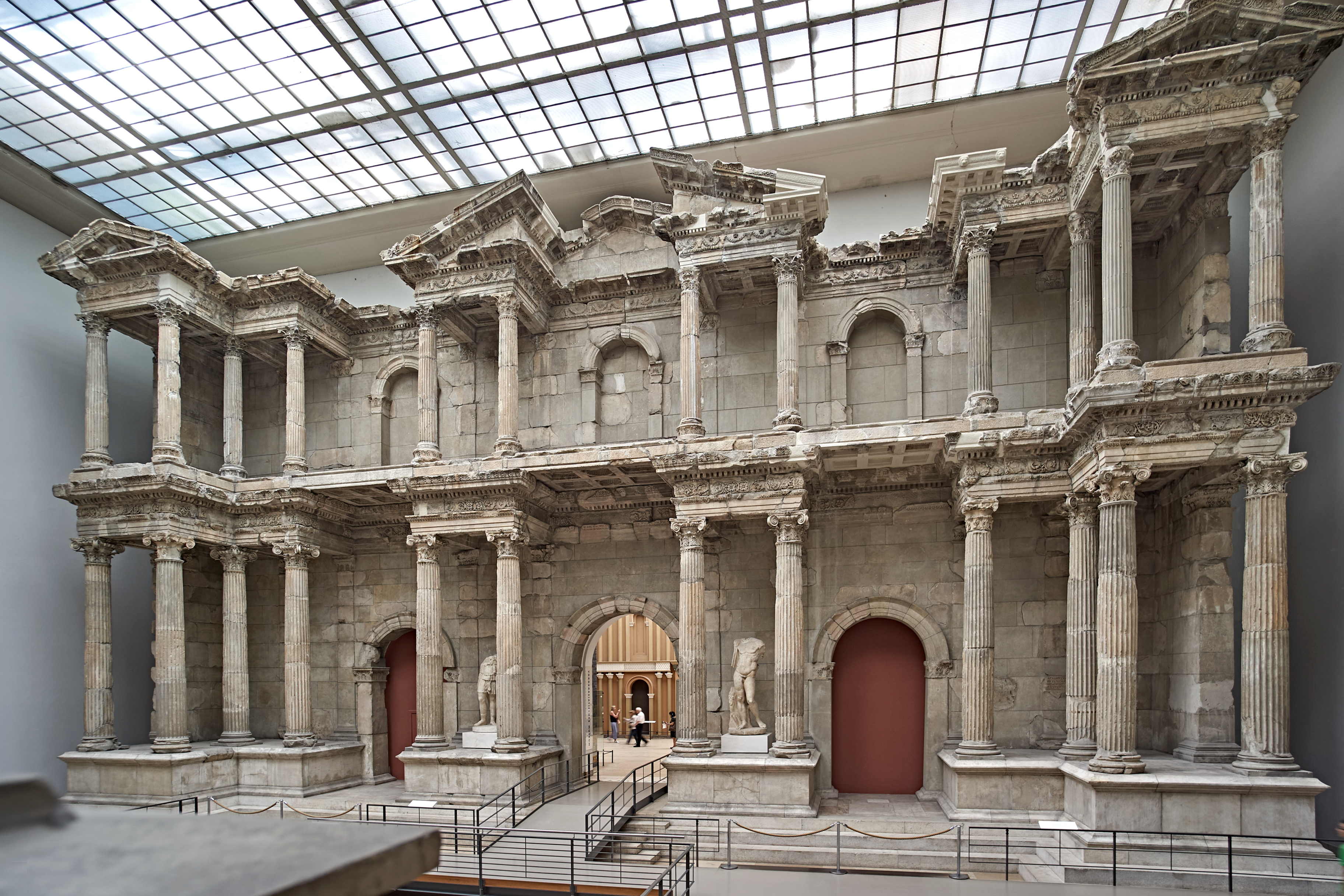
Porte du marché de Milet.
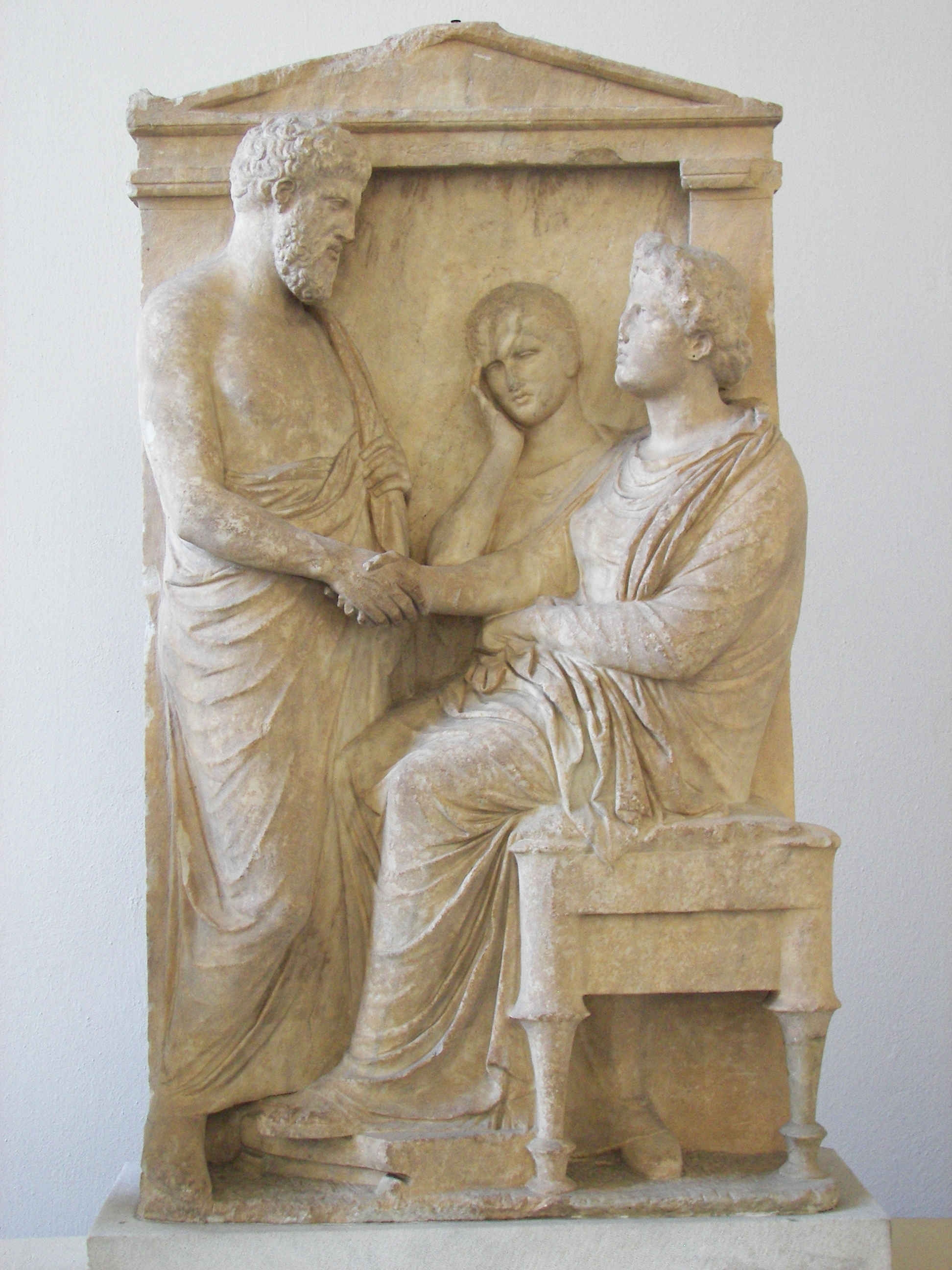
Stèle de Thraséas et Euandria.

### Musée d'Art islamique de Berlin
- Façade du palais de Mchatta
- La salle (en) d'Alep
- La coupole de l'Alhambra
- Le mihrab de Kachan (XIIIe siècle)
- Le mihrab de Konya
- Le tapis aux dragons et aux phénix (Asie centrale, début du XVe siècle)

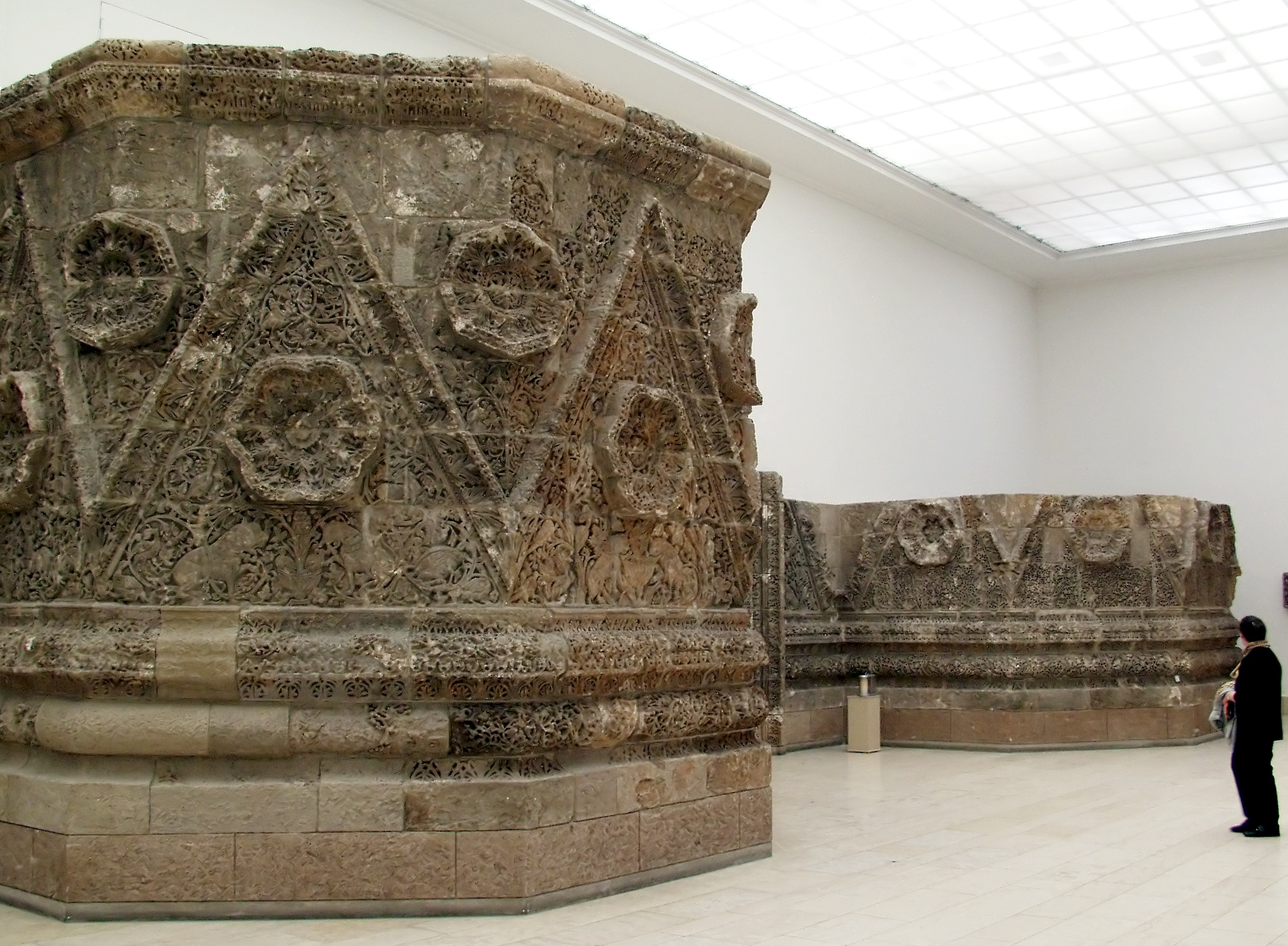
Palais de Mchatta.
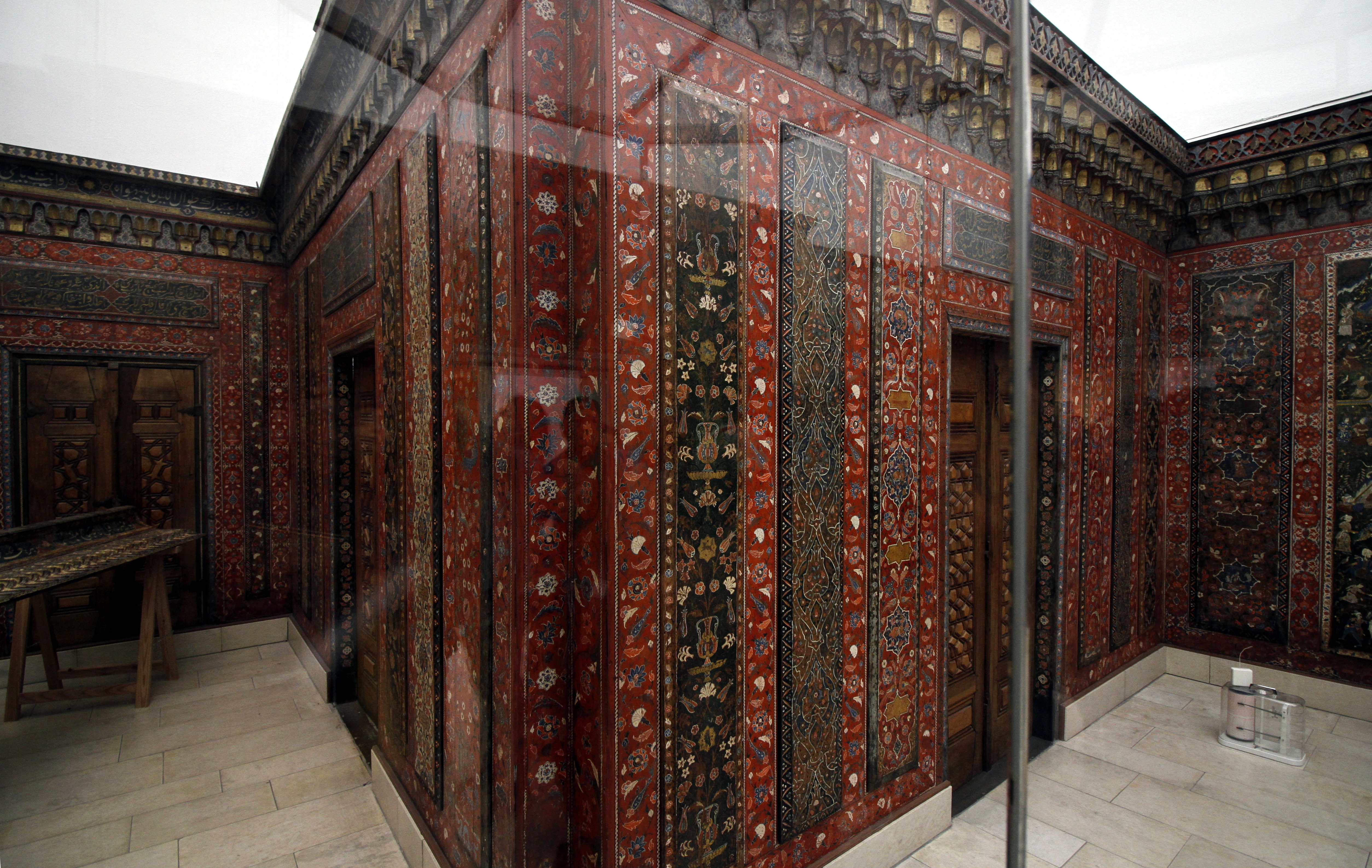
Salle d'Alep (en).

### Collection d'antiquités
- Sumer, Uruk
- Numismatique (plus de 500 000 pièces)